# Distretto di Dazkırı
Il distretto di Dazkırı (in turco Dazkırı ilçesi) è uno dei distretti della provincia di Afyonkarahisar, in Turchia.